# Pak Kir-yŏn
Pak Kir-yŏn (* 26. Januar 1943 in der Unterprovinz Heian-hokudō, Provinz Chōsen, damaliges Japanisches Kaiserreich, heutiges Nordkorea) ist ein nordkoreanischer Diplomat. Er ist seit 2001 der Ständige Vertreter bei den Vereinten Nationen und seit 2002 auch Botschafter seines Landes in Kanada. Seine Rhetorik ähnelt der von Kim Jong-il, seines Staatschefs, einschließlich seiner Aufrufe gegen die Gewährung eines ständigen Sitzes im Sicherheitsrat der Vereinten Nationen an Japan.
Pak ist ein Absolvent der Pyongyang University of International Affairs. Er ist seit 1969 im nordkoreanischen diplomatischen Korps tätig. Damals war er Konsul in der Botschaft in Myanmar und anschließend in Singapur. Nach der Tätigkeit in der Amerikaabteilung des nordkoreanischen Außenministeriums wurde Pak 1985 Chefrepräsentant der nordkoreanischen UN-Mission. Danach war er Botschafter in Kolumbien und Kambodscha, bevor er seine jetzige Tätigkeit aufnahm.
Pak war ein Delegierter in der Volksversammlung während der 8., 9. und 11. Amtsperiode. Er erhielt 1992 den Kim-Il-sung-Orden.